# Montefalcone Appennino
Montefalcone Appennino är en ort och kommun i provinsen Fermo i regionen Marche i Italien. Kommunen hade 407 invånare (2018).